# Moyemont
Moyemont è un comune francese di 224 abitanti situato nel dipartimento dei Vosgi nella regione del Grand Est.

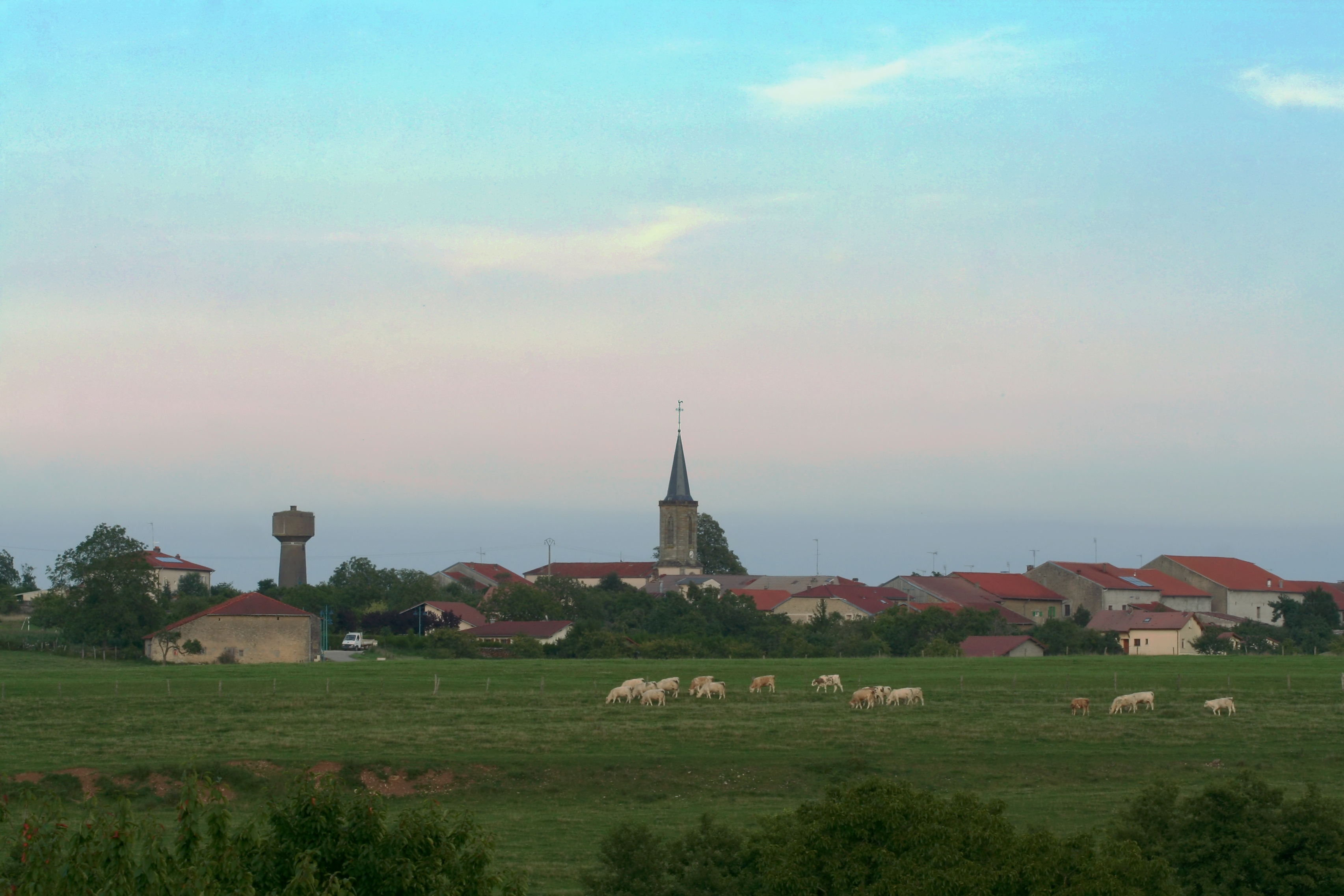
Moyenmont

## Società

### Evoluzione demografica
Abitanti censiti